# Ivan Duka (sebastokrátor)
Ivan Duka (grčki Ἰωάννης Δούκας, Iōannēs Doukas, latinski Ducas; o. 1125./1127. – o. 1200.) bio je grčki plemić, sebastokrátor i vojni zapovjednik. Služio je kao general tijekom vladavinâ bizantskih careva Manuela I. Komnena i Izaka II. Angela. Izak, Ivanov nećak, dao je Ivanu naslov sebastokrátora.
Ivan je bio najstariji sin plemića Konstantina Angela iz Filadelfije. Ivanova je majka bila princeza Teodora Komnena, kći cara Aleksija I. Komnena i carice Irene Duke, pa je Ivan koristio bakino prezime. Supruga Ivana Duke bila je Zoe Duka, čiji su roditelji bili Konstantin Makroduka i njegova supruga, Ana Duka, ali je moguće da Zoe nije bila Ivanova jedina zakonita supruga. Ivan je imao i konkubinu, koja mu je rodila sina, Mihaela I. Komnena Duku. Mihael je bio vladar Epira. Sinovi Ivana Duke rođeni u braku bili su Izak Angel, Aleksije Komnen Duka, Teodor Komnen Duka (car Soluna), Manuel Angel Komnen Duka i Konstantin Komnen Duka, dok je Ivan imao i tri kćeri.